# Kakerbeck (Ahlerstedt)
Kakerbeck (plattdeutsch: Kokerbeek) ist ein Ortsteil der Gemeinde Ahlerstedt im Landkreis Stade (Niedersachsen). In der Gemarkung Kakerbecks liegen zudem die Wohnplätze Kakerbeck-Doosthof und Bockholt.

## Geographie
Kakerbeck liegt am Rande des Naturschutzgebietes Aueniederung und Nebentäler.

### Nachbarorte
| Brest    | Bargstedt                                   | Hollenbeck |
| Wohlerst | Kompassrose, die auf Nachbargemeinden zeigt |            |
| Oersdorf |                                             | Ahlerstedt |

## Geschichte
Die Gegend um Kakerbeck war bereits in der Bronzezeit besiedelt; ein sächsisches Erdhaus wurde hier vom Archäologen Willi Wegewitz ausgegraben. Dieses findet sich im Wappen der Gemeinde Ahlerstedt wieder. Zudem befand sich in der Kakerbecker Feldmark das Großsteingrab Kakerbeck.

### Ortsname
971 lautete der Ortsname Kokerbiki, 1146 Cokerbiki und 1200 Cokerbeke. Der Ortsname leitet sich von kokelnder Fluss (Flussbett wechselnd) ab, was sich auf die Lage an der Aue bezieht.

### Ortsgeschichte
Aufgrund der günstigen Lage am Jakobsweg (Via Romea), dem ältesten Pilgerweg im Elbe-Weser-Dreieck, der bereits im 12. Jahrhundert in einem isländischen Reiseführer und im 13. Jahrhundert vom Stader Abt Albert beschrieben wurde, entstand hier eine Siedlung. In Kakerbeck war das Urstromtal der Aue sehr schmal, was gute Voraussetzungen für eine Überquerung bot.
971 wurde Kakerbeck erstmals urkundlich erwähnt als Kokerbiki. Mit hoher Wahrscheinlichkeit ist Kakerbeck so alt wie der Jakobsweg.

Ab dem 17. Jahrhundert wurde in Kakerbeck eine Wassermühle und ab 1860 eine strohgedeckte Kornwindmühle betrieben. Die Wassermühle stellte 1923 ihren Betrieb ein und verfiel. Die Windmühle wurde 1983 stillgelegt.

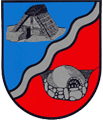
Wappen der Gemeinde Ahlerstedt. Abgebildet ist auf der linken Seite das Sachsenhaus.

### Regionale Zugehörigkeit
Vor 1885 gehörte Kakerbeck zur Börde Bargstedt im Amt Harsefeld. Danach gehörte es zum Kreis Stade und seit 1932 zum heutigen Landkreis Stade.
Von 1964 bis 1970 gehörte Kakerbeck als eigenständige Gemeinde zur Samtgemeinde Bargstedt und vom 1. Januar 1971 bis zum 1. Juli 1972 zur Samtgemeinde Ahlerstedt. Zum 1. Juli 1972 wurden Kakerbeck und Kakerbeck-Doosthof im Zuge der Gemeindereform in Niedersachsen nach Ahlerstedt eingemeindet.

### Einwohnerentwicklung
| Jahr | Einwohner            |
| ---- | -------------------- |
| 1824 | 9 Feuerstellen       |
| 1848 | 137 Leute, 18 Häuser |
| 1910 | 223                  |

### Religion
Kakerbeck gehört zum Kirchspiel der St. Primus-Kirche in Bargstedt. In Kakerbeck-Doosthof ist eine neuapostolische Gemeinde mit Kirche.

## Infrastruktur und Verkehr

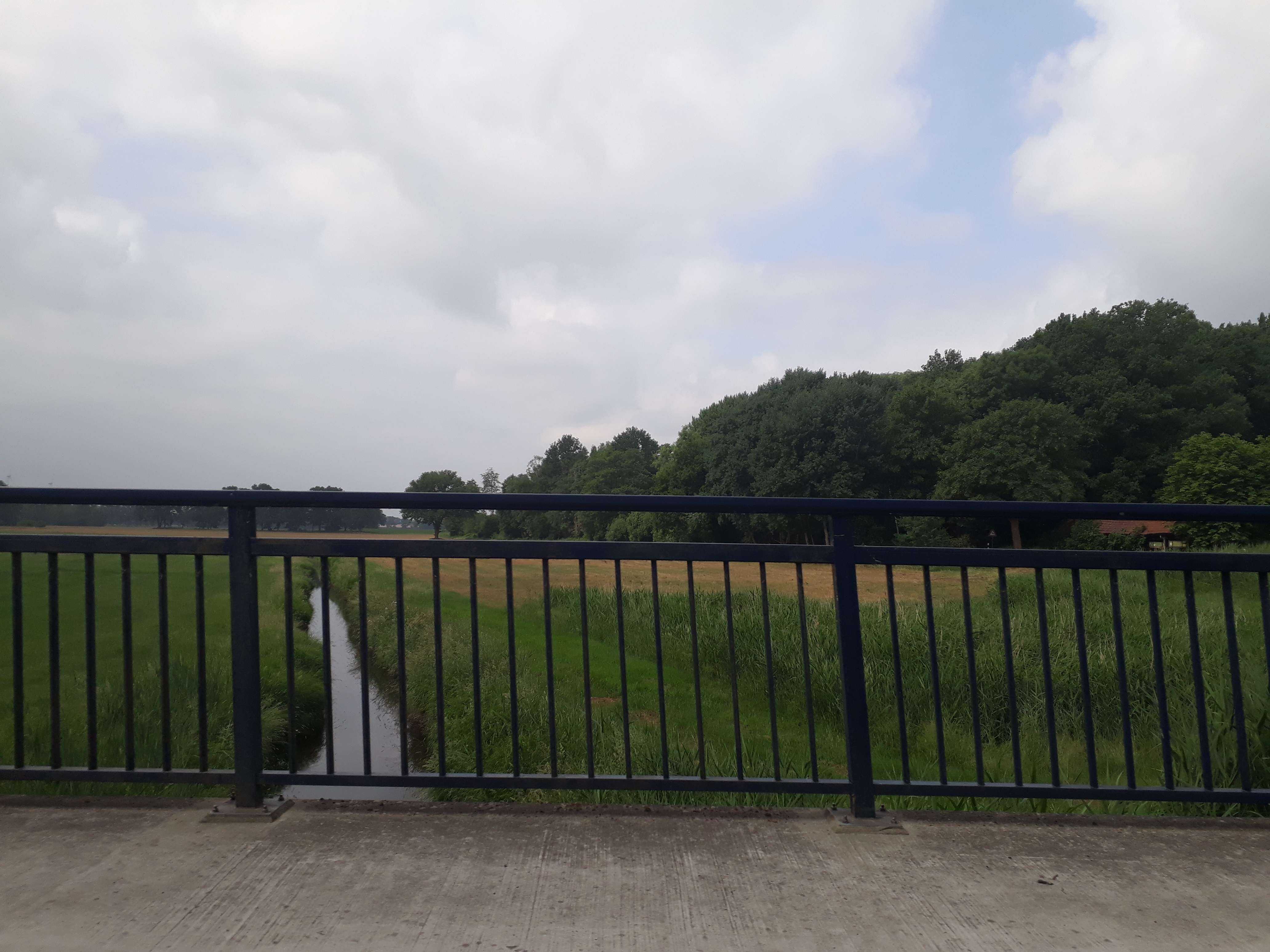
Die Aue durchfließt Kakerbeck.

Kakerbeck liegt an der Kreisstraße 47, die im Westen nach Wohlerst, Reith und Bredenbeck und im Nordosten zur L 124 bei Hollenbeck führt. Im Norden führt die K 64 nach Bargstedt und im Südosten die K 74 nach Ahlerstedt. Die K 55 führt im Südwesten nach Oersdorf.
Der nächste Bahnhof befindet sich in 4 km Entfernung in Bargstedt (Bahnstrecke Bremerhaven–Buxtehude).
Kakerbeck ist landwirtschaftlich geprägt, vor Ort gibt es aber auch mehrere handwerkliche Betriebe.

## Kultur

### Baudenkmale

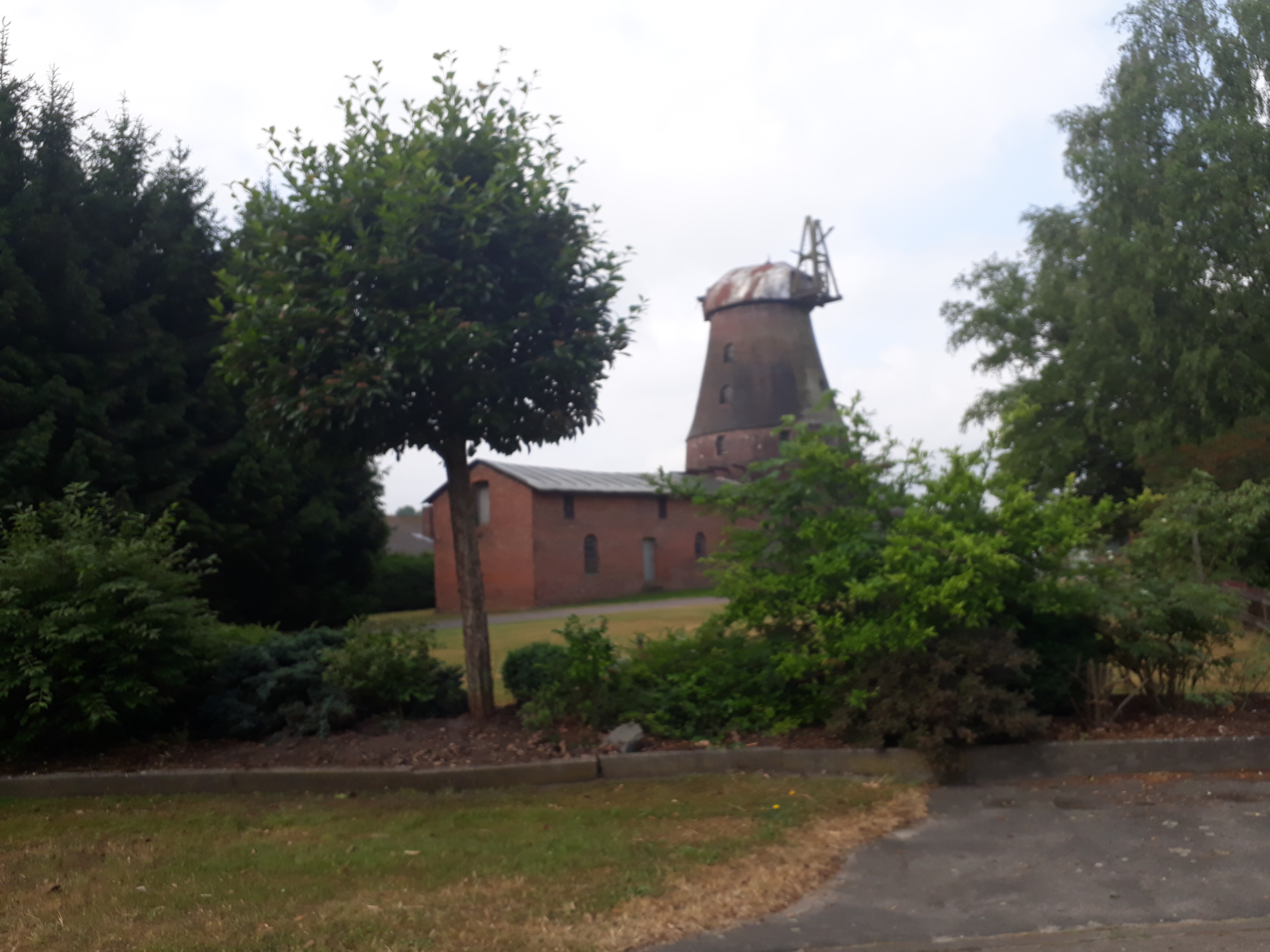
Kakerbecker Mühle (das auf dem Bild links an die Mühle anschließende Gebäude ist mittlerweile abgebrochen)

In der Liste der Baudenkmale in Ahlerstedt sind für Kakerbeck vier Baudenkmale eingetragen:
- Neue Straße 21: Windmühlenrumpf
- Neue Straße 14: Wohnhaus
- Alte Dorfstraße 1: Gaststätte
- Neue Straße 6: Wohnhaus

### Vereine
- Freiwillige Feuerwehr (gegr. 1935)
- Schützenverein Kakerbeck und Umgebung e. V.
- DRK-Seniorentreff Kakerbeck und Oersdorf
- FC Kakerbeck 06 e. V.

### Sagen/Legenden

#### Hexenberg

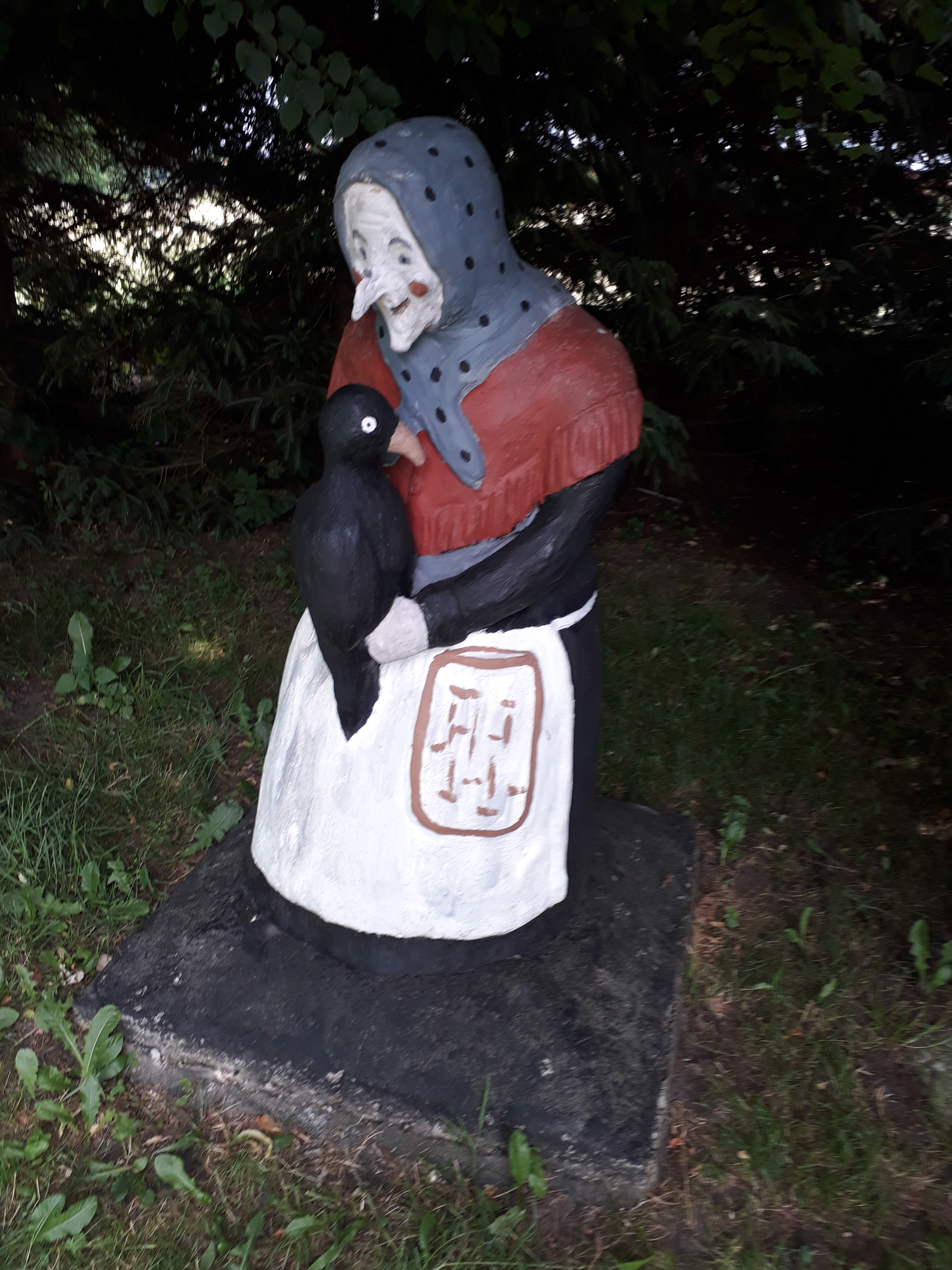
"Kakerbecker Hexe"

Am Kakerbecker Hexenberg soll es früher gespukt haben. Der sog. Hexenberg war ein urgeschichtlicher Grabhügel mit einem Durchmesser von 22 m und einer Höhe von 3 m. Die damals noch bewaldete Gegend um den Hexenberg wurde ab 1896 abgeholzt und auch der Erdhügel wurde abgetragen; 700 Fuder Sand ergab der Abtrag des Hügels. Im Grabhügel wurde ein Sachsenschwert gefunden, das aber verloren ging. Willi Wegewitz hat die Lage des Grabhügels genau untersucht. Der Hügel befand sich gegenüber der Kakerbecker Kreuzung (von Kakerbeck kommend); noch heute ist dort ein runder, dunkler Fleck mit schwarzer kohliger Erde aufzufinden. Eventuell befand sich dort ein Scheiterhaufen; auf jeden Fall muss dort ein Brand stattgefunden haben, der die Oberfläche nachhaltig mit Asche durchsetzt.
50 m vom Hexenberg entfernt auf der anderen Straßenseite, wurde an einem Rondell ein Denkmal in Form einer Hexenskulptur aufgestellt.

## Persönlichkeiten
Der ehemalige Präsident von Indonesien, Jusuf Habibie, hatte in Kakerbeck ein Haus an der Aue.